# Riehler Heimstätten

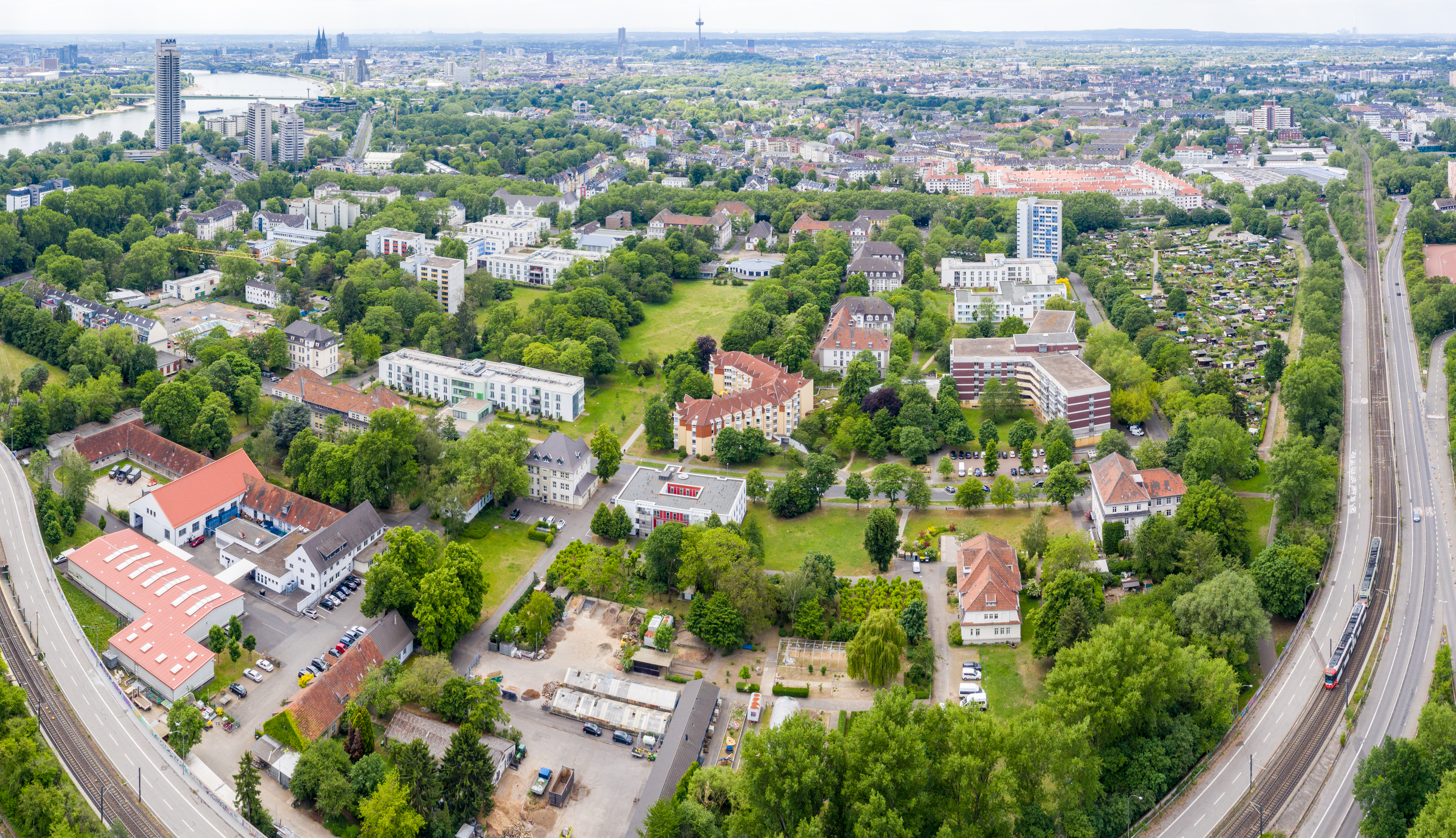
Riehler Heimstätten, Luftaufnahme, 2020

Die Riehler Heimstätten (heute eine Einrichtung der Sozial-Betriebe-Köln GmbH) ist das größte Seniorenwohnzentrum und Wohnstätte für Menschen mit Behinderung in Köln. Die Anlage wurde ab 1927 auf Initiative der Leiterin des Kölner Wohlfahrtsamtes, Hertha Kraus, auf dem Gelände der ehemaligen Pionierkasernen an der Boltensternstraße in Köln-Riehl errichtet. Nach ihrer Fertigstellung 1934 waren die Riehler Heimstätten die größte derartige Einrichtung im Deutschen Reich.

## Vorgeschichte

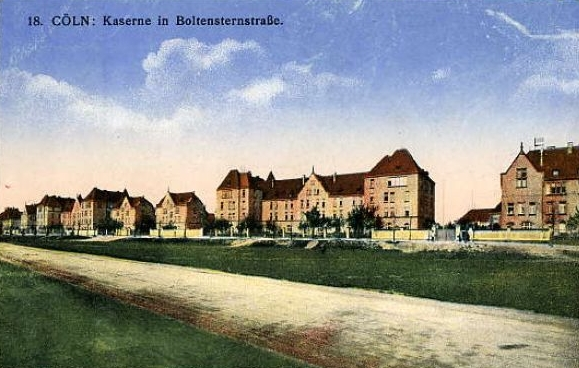
Kaserne an der Boltensternstraße

Die Mülheimer Heide wurde seit 1818 von der Preußischen Armee militärisch genutzt. Ab 1890 wurden hier zunächst provisorische Baracken zur Unterbringung der Soldaten errichtet. In den Jahren 1906 bis 1908 wurde schließlich außerhalb des Inneren Festungsringes auf dem Gelände des ehemaligen Exerzierplatzes Mülheimer Heide eine größere Kasernenanlage für insgesamt 3000 Soldaten an der Boltensternstraße errichtet. Dazu musste auf Grund der Nähe des Gebietes zum Rhein zunächst das Gelände um rund 2 Meter mit Rheinkies aufgefüllt werden, um einen gewissen Schutz vor häufig auftretenden Rheinhochwässern zu gewährleisten.
Am 1. Oktober 1908 wurde das am 1. April des gleichen Jahres aufgestellte II. Westfälische Pionier-Bataillon 24 in die neugebaute Kaserne, in die Gebäude Boltensternstraße 2 bis 4, verlegt. Am 1. April 1909 wurde zusätzlich das I. Westfälische Pionier-Bataillon 7 in der Kaserne in den Gebäuden Boltensternstraße 6 bis 8 stationiert. In den Jahren 1910 bis 1912 wurde die Kasernenanlage für die Unterbringung des Infanterieregimentes 65 um die Gebäude Boltensternstraße 10 bis 16 erweitert. In den nächsten zwei Jahren folgten noch Gebäude für eine Maschinengewehrkompanie und zwei Scheinwerferkompanien. Auf dem Kasernengelände wurde darüber hinaus eine Großfunkstation errichtet.
Die Wohn- und Dienstgebäude wurden um einen großen Exerzierplatz angeordnet; die Ausbildung der Pioniere erfolgte in den benachbarten Rheinauen und am Rhein. Zu Beginn des Ersten Weltkriegs wurden die Kölner Bataillone unverzüglich an die Westfront nach Belgien verlegt.
Nach dem Waffenstillstand im November 1918 wurden die Bataillone zunächst nach Köln zurückverlegt und schließlich im Dezember 1918 demobilisiert. Die Kasernen wurden nach Kriegsende bis zum 31. Januar 1926 von den britischen Besatzungssoldaten genutzt. Da das Rheinland nach den Bestimmungen des Versailler Vertrages entmilitarisiert wurde, standen die Kasernen ab Februar 1926 leer.

## Gründung der Riehler Heimstätten

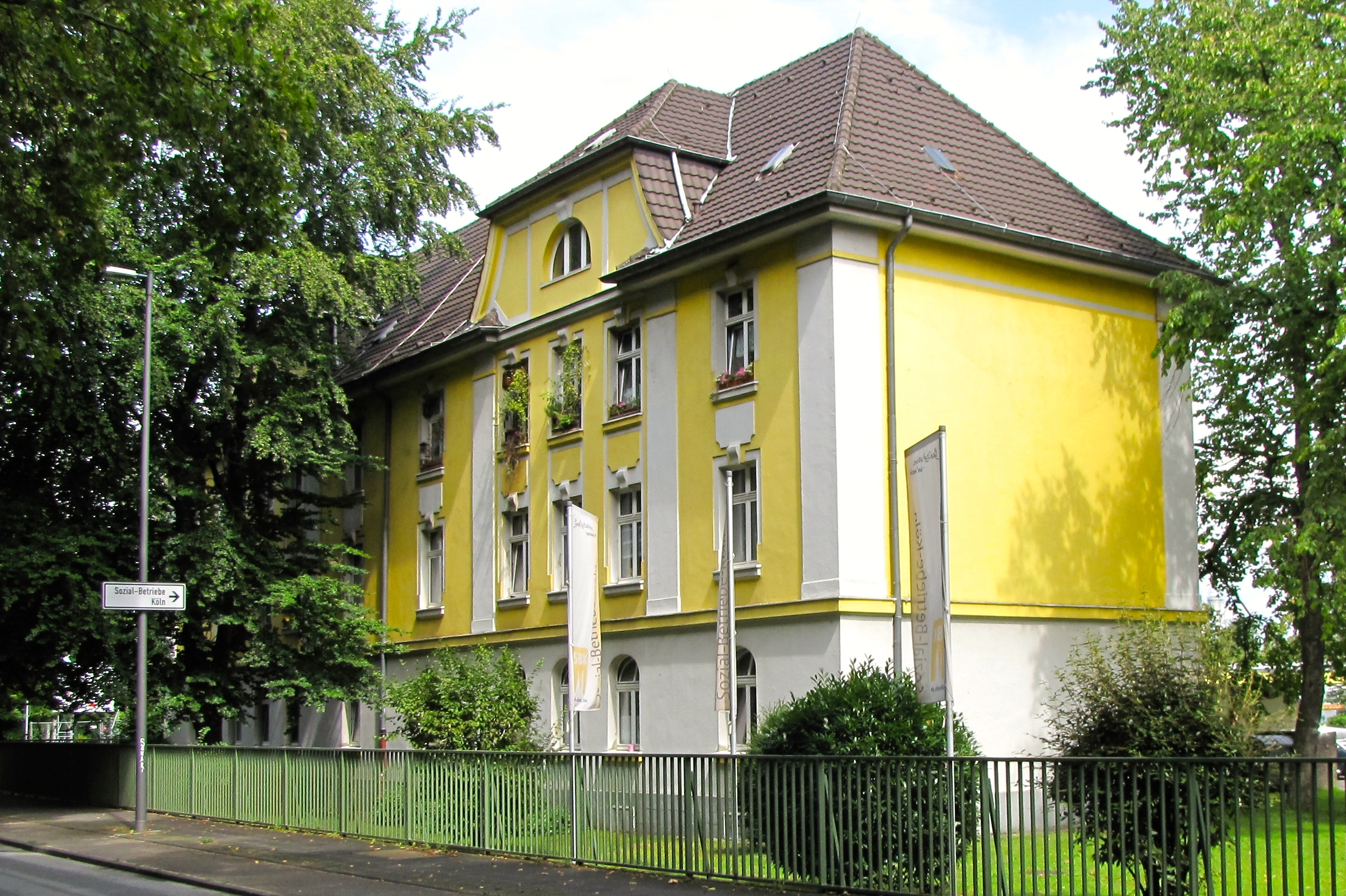
Haus B der Riehler Heimstätten

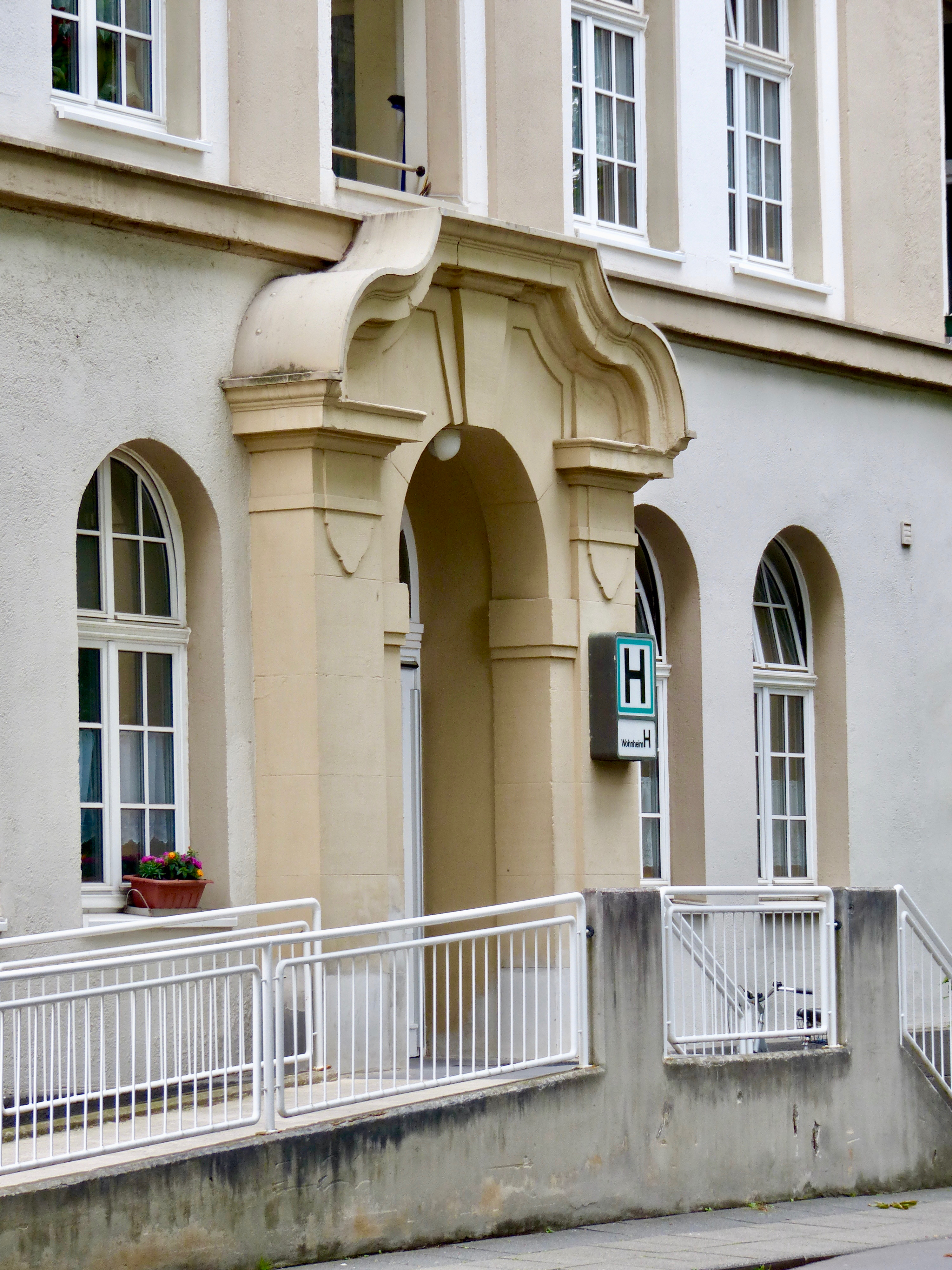
Eingang Haus H

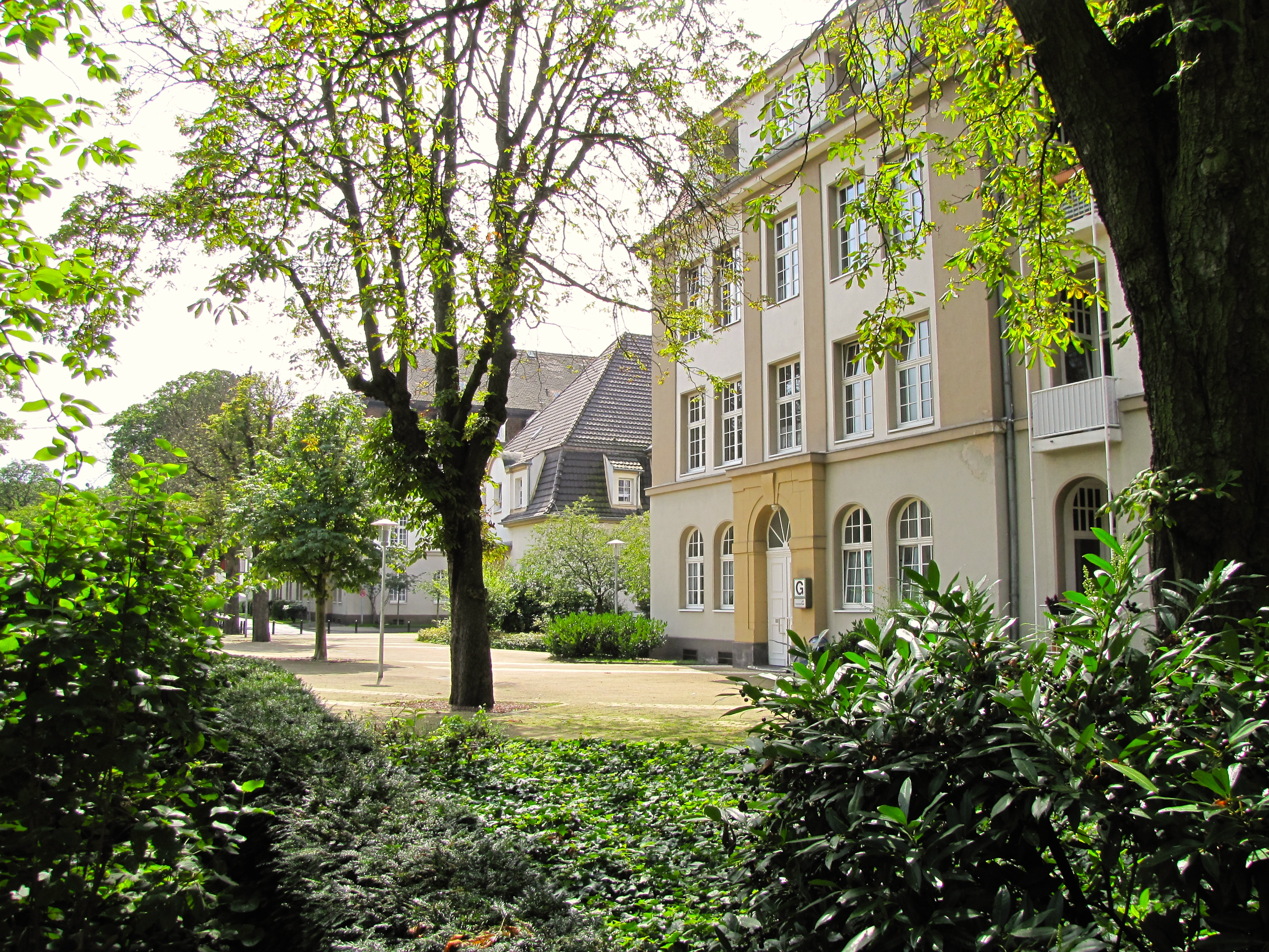
Wohngebäude in den Riehler Heimstätten

Im Jahr 1923 holte Oberbürgermeister Konrad Adenauer Hertha Kraus als Leiterin des Wohlfahrtsamtes nach Köln. Sie setzte sich nach einer Amerikareise für den Umbau der Kaserne zu einer „Altenstadt“ ein. Diese Einrichtung sollte vor allem eine Entlastung für das veraltete und überbelegte Kölner Invalidenheim in der Quentelstraße bringen. Zwei Wochen nach Abzug der britischen Besatzungsarmee, am 15. Februar 1926, beschloss die Kölner Stadtverordnetenversammlung die Errichtung einer Anlage mit einem Wohnstift, Pflegeheimen und einem Versorgungsbereich für Personen mit körperlichen und psychischen Einschränkungen auf dem Gebiet der Kasernenanlage nach den Plänen von Hertha Kraus.
Die Gründung des Wohnstifts für ältere Kölner Mitbürger war eine der Maßnahmen des Stadtrates, um die Altersarmut und akute Wohnungsnot, die u. a. durch die langjährige britische Rheinlandbesatzung verursacht worden war, zu lindern. Für die älteren Bürger, die in der Regel größere Wohnungen bewohnten, wurden so die Möglichkeiten geschaffen, in das altersgerechte Wohnstift umzuziehen. Hertha Kraus setzte sich bei der Planung der Riehler Heimstätten auch für humanere Wohnverhältnisse im Alter – besonders für wenig begüterte Mitbürger – ein. In der Regel bewohnten zu dieser Zeit die sozial schwachen Alten und Gebrechlichen große Massenschlafsäle der sogenannten Siechenheime.
Die dritte Abteilung der Einrichtung bildete der sogenannte Versorgungsbereich. Bürger mit körperlichen und psychischen Beeinträchtigungen, die sich nicht selbst versorgen konnten, aber nicht pflegebedürftig waren, konnten in den Einrichtungen wohnen und arbeiten, entsprechend ihrer Fähigkeiten in den landwirtschaftlichen Betrieben und Werkstätten der Einrichtung. Die Gebäude der Riehler Heimstätten verteilten sich auf einer parkähnlichen Fläche von 25 ha Größe, die sich von der Boltensternstraße bis zu den Rheinwiesen erstreckte. Der ehemalige Exzerzierplatz wurde zu einer großen, von Bäumen umstandenen Wiesenfläche umgestaltet.
Als erster Abschnitt wurden im November 1927 das Wohnstift mit neun Gebäuden, einer Fernwärmezentrale, einem Clubhaus und einer Wäscherei eingeweiht. Im Wohnstift konnten 466 ältere Bürger untergebracht werden. Bereits 1927 lagen 1145 weitere Dringlichkeitsanträge für die Zuweisung in die Kleinstwohnungen des Wohnstiftes vor. Die Pflege der Bewohner wurde von den Vinzentinerinnen übernommen, die die Aufgabe bis zum 31. Dezember 1974 in den Riehler Heimstätten ausüben sollten. Am 27. August 1928 zogen 419 Personen aus dem städtischen Invalidenheim Quendelstraße in das Versorgungsheim der Riehler Heimstätten. Das 1883 erbaute Gebäude in der Quendelstraße war Ende der 1920er Jahre völlig überfüllt und baufällig.
Im März 1929 wurde in der ehemaligen Infanterieregimentskantine für die evangelischen Christen in den Riehler Heimstätten ein Betsaal einrichtet. Um den Bewohnern der Einrichtung auch kulturelle Abwechslung bieten zu können, wurde ein zentraler Musikplatz für Platzkonzerte eingerichtet, der am 26. Juni 1932 eingeweiht wurde.
Der Ausbau der Riehler Heimstätten war 1934 abgeschlossen. In den Einrichtungen könnten je 800 Personen im Wohnstift und im Pflegeheim sowie 550 Personen im Versorgungsbereich untergebracht werden. Ergänzt wurde die Anlage durch Gärten und Weiden zur Selbstversorgung. Die Anlage war damit bei ihrer Fertigstellung die größte derartige Einrichtung für die Betreuung von älteren und behinderten Menschen im Deutschen Reich.

## Die Riehler Heilstätten im Nationalsozialismus
Nach der Machtergreifung der Nationalsozialisten wurden sowohl Hertha Kraus als auch der Leiter der Riehler Heimstätten Bernhard Weltring abgesetzt. Zahlreiche Bewohner des Versorgungsbereiches der Riehler Heimstätten wurden Opfer der nationalsozialistischen „Rassenhygiene“. Die Bewohner des Alterswohnstiftes wurden ab Juli 1942 in die psychiatrischen Anstalten der Umgebung, u. a. nach Düren, Kloster Hoven und Herbesthal, verlegt, deren Bewohner zuvor ermordet wurden. Im Verlauf des Zweiten Weltkrieges verschlechterten sich zusehends die Bedingungen in den Alten- und Siechenheimen des Deutschen Reiches.
Die Riehler Heimstätten wurden im Verlauf des Zweiten Weltkrieges – aufgrund der Nähe zur strategisch wichtigen Mülheimer Brücke – mehrfach bombardiert. Am 27. September 1944 wurde das ehemalige Pflegeheim P2, welches nach der Evakuierung der Bewohner als Behelfskrankenhaus genutzt wurde, von Bomben getroffen. Bei diesem Bombenangriff kamen 90 Menschen ums Leben. Bei dem Luftangriff auf die Mülheimer Brücke am 14. Oktober 1944 wurden zahlreiche Gebäude der Riehler Heimstätten schwer beschädigt oder zerstört. Im gleichen Monat wurde das Gebiet westlich des Rheins zum Kampfgebiet erklärt und die Zivilbevölkerung musste vor der vorrückenden Front evakuiert werden. Die Riehler Heimstätten wurden während der letzten zwei Kriegsjahre sukzessive geräumt und die Bewohner nach Schlesien, Thüringen, Dassel sowie in das ehemalige Kloster Altenberg umgesiedelt. Die Vinzentinerinnen begleiteten die Bewohner der Heimstätten während der Evakuierung.
Am Ende des Zweiten Weltkrieges waren fast die Hälfte der Gebäude sowie die Infrastruktur zerstört und die Wasser-, Strom- und Wärmeversorgung zusammengebrochen. Zahlreiche Wohnungen wurden geplündert und verwüstet. In einem Gebäude (heute Haus B) waren nach dem Kriegsende Zwangsarbeiter untergebracht, die auf ihre Rückkehr in ihre Heimat warteten, andere Häuser waren mit Ausgebombten belegt.

## Wiederaufbau

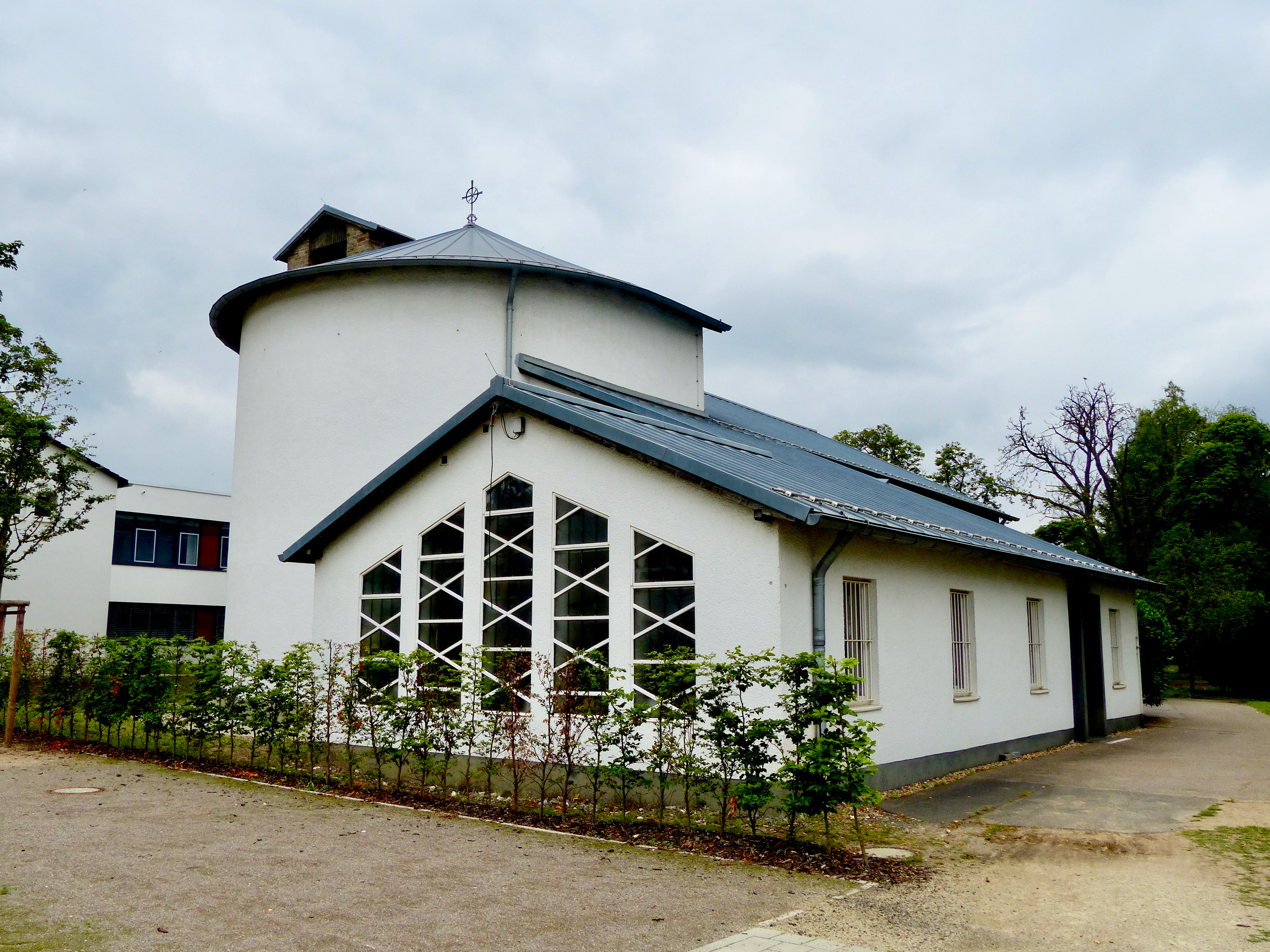
St. Anna

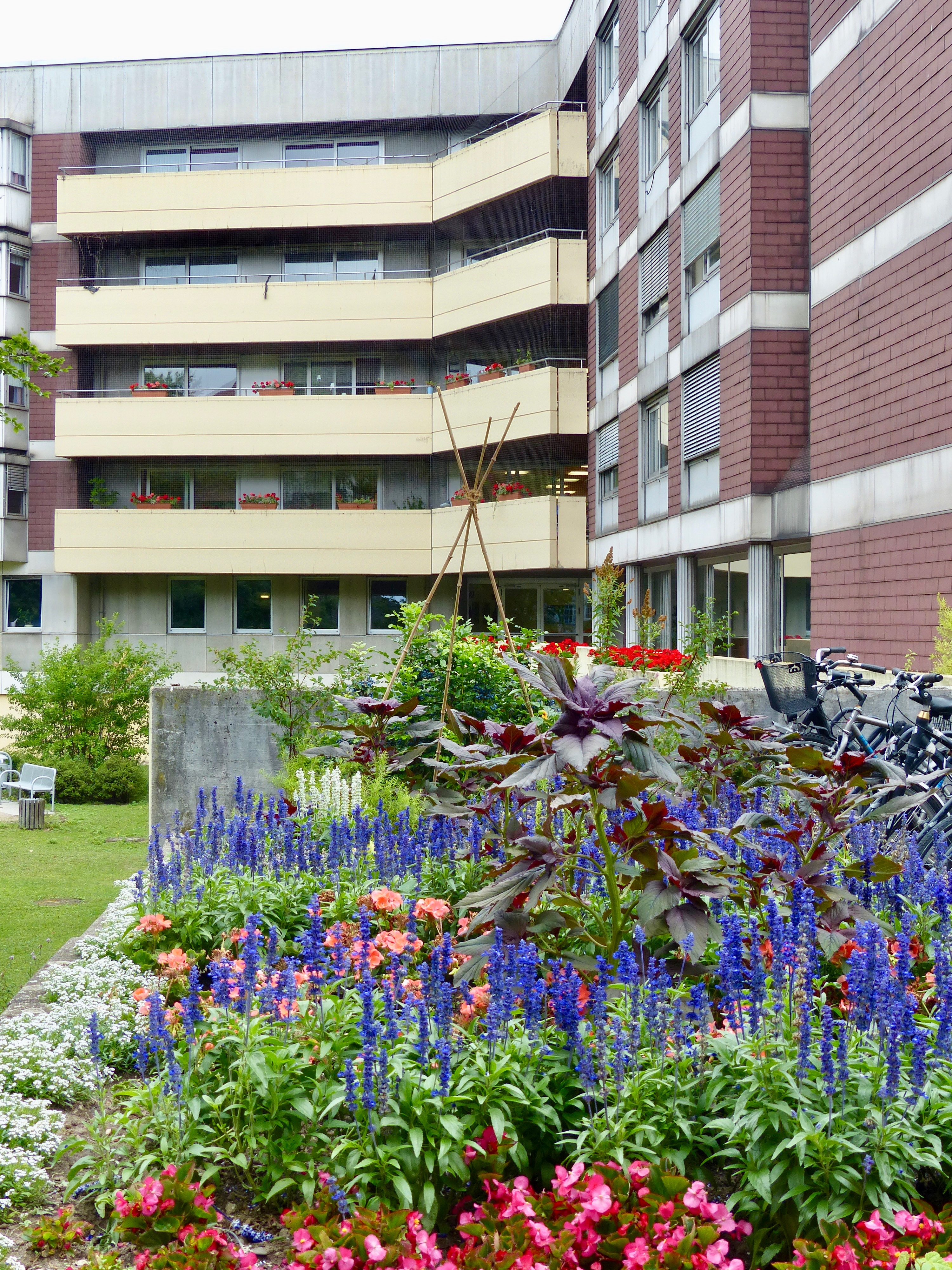
Haus 8 (Tagespflege)

Nach Beendigung des Krieges wurde der ehemalige Direktor der Einrichtung, Bernhard Weltring beauftragt, den Aufbau der zerstörten Infrastruktur und Wohngebäude zu organisieren. Teilzerstörte Häuser, wie Haus G, K, O und V1, wurden zügig wieder aufgebaut. Bereits im Juli 1945 konnten wieder 200 Menschen in den Riehler Heimstätten untergebracht werden. Die kriegszerstörten Gebäude V6, P2, die Kirche sowie das Schwesternhaus wurden durch Neubauten ersetzt. Allmählich konnte die Belegung der Zimmer von sechs Personen auf vier reduziert werden. Im Jahr 1948 übernahm Hermann Roggendorf die Verwaltung der Riehler Heimstätten; im Jahr 1952 wurde er zum Direktor ernannt. Im gleichen Jahr konnten die Riehler Heimstätten auch wieder an das Fernwärmenetz angeschlossen werden, nachdem seit Ende des Krieges die Wohnräume mit einzelnen Holzöfen beheizt werden mussten.
Die nach Plänen von Hans Hansen neu erbaute Kirche St. Anna wurde am 27. Mai 1959 geweiht; ein Jahr später, im Juli 1960, erfolgte die Weihe der Kirchenglocken, die sich in einem Glockenturm an der Südwestseite befinden. Die Orgel für die Kirche, die sogenannte „Peter Orgel“, wurde von der Mülheimer Firma Willi Peter hergestellt und im September 1961 feierlich eingeweiht. Das recht kleine, nur gut 500 Quadratmeter Grundfläche einnehmende Kirchenbauwerk geht auf Pläne des Architekten und bildenden Künstlers Johann Hubert „Hans“ Hansen zurück. Das Altarbild stammt von dem Kölner Künstler Wilhelm „Will“ Thonett und zeigt in zeitgenössischem Stil einen erhöht über fünf Heiligen thronenden segnenden Christus. Seit den 1980ern konnten die evangelischen Bewohner der Heimstätten die Kirche zunächst provisorisch zusammen mit der katholischen Gemeinde nutzen, ab Mitte der 1990er-Jahre hat sich die ökumenische Nutzung durch beide Konfessionen dauerhaft etabliert.
Im Oktober 1963 verzichtete die Bundesrepublik Deutschland auf ihre Ansprüche an die Kasernenstadt Riehl und das Gelände gelangte in den Besitz der Stadt Köln. Nach der Übernahme wurden zahlreiche Renovierungs-, Umbau- und Neubaumaßnahmen begonnen. Als eine der ersten Maßnahmen wurde die Kasernenmauer niedergelegt, um dem Charakter einer Seniorenwohnanlage gerechter zu werden.
Im Zuge der Errichtung eines neuen Clubhauses wurde auch eine Zweigstelle der Stadtbücherei eröffnet, die am 2. November 1964 eröffnet wurde und sich insbesondere auf die Ausleihe von Großdruckbüchern spezialisiert hatte. Im Jahr 1965 wurde von der Stadt Köln eine Zielplanstudie zur Entwicklung der Riehler Heimstätten vorgestellt, die insbesondere moderne Erfordernisse an die Pflege, Betreuung und Wohnsituation älterer Menschen berücksichtigte. Zwei moderne Laubenganghäuser (Haus C und D), die ältere Gebäude des Wohnstiftes ersetzten, gehörten zur Umsetzung des Planes. Am 10. Juli 1969 beschloss der Rat der Stadt Köln den Bau eines Altenkrankenheimes mit einer ärztlichen und physiotherapeutischen Abteilung sowie mit einem Bewegungsbad. Am 27. September 1976 konnte das neue Seniorenkrankenheim mit 240 Plätzen eröffnet werden.
Im Jahr 1969 wurde in den Riehler Heimstätten der erste Heimbeirat in der Bundesrepublik eingerichtet, in dem den Bewohnern ein Mitspracherecht an der Planung und Organisation des Heimlebens eingeräumt wurde. Als erste Fernseh-Station in einer Seniorenwohnanlage ging am 11. August 1994 Silberdistel-TV auf Sendung. Die selbstproduzierten Sendungen bieten den Bewohnern Informationen aus der Einrichtung und Berichte über die Kölner Geschichte. Heute lässt sich das Programm rund um die Uhr über Kabel in der Einrichtung empfangen.
Im Jahr 1985 wurde der Zielplan für die Entwicklung der Gesamtanlage fortgeschrieben. Insbesondere die alten, maroden Gebäude wurden zu modernen, altersgerechten Appartementhäusern umgebaut. In den 1980er Jahren wurden die Hochhäuser R und S sowie Haus F errichtet.

## Heutige Nutzung

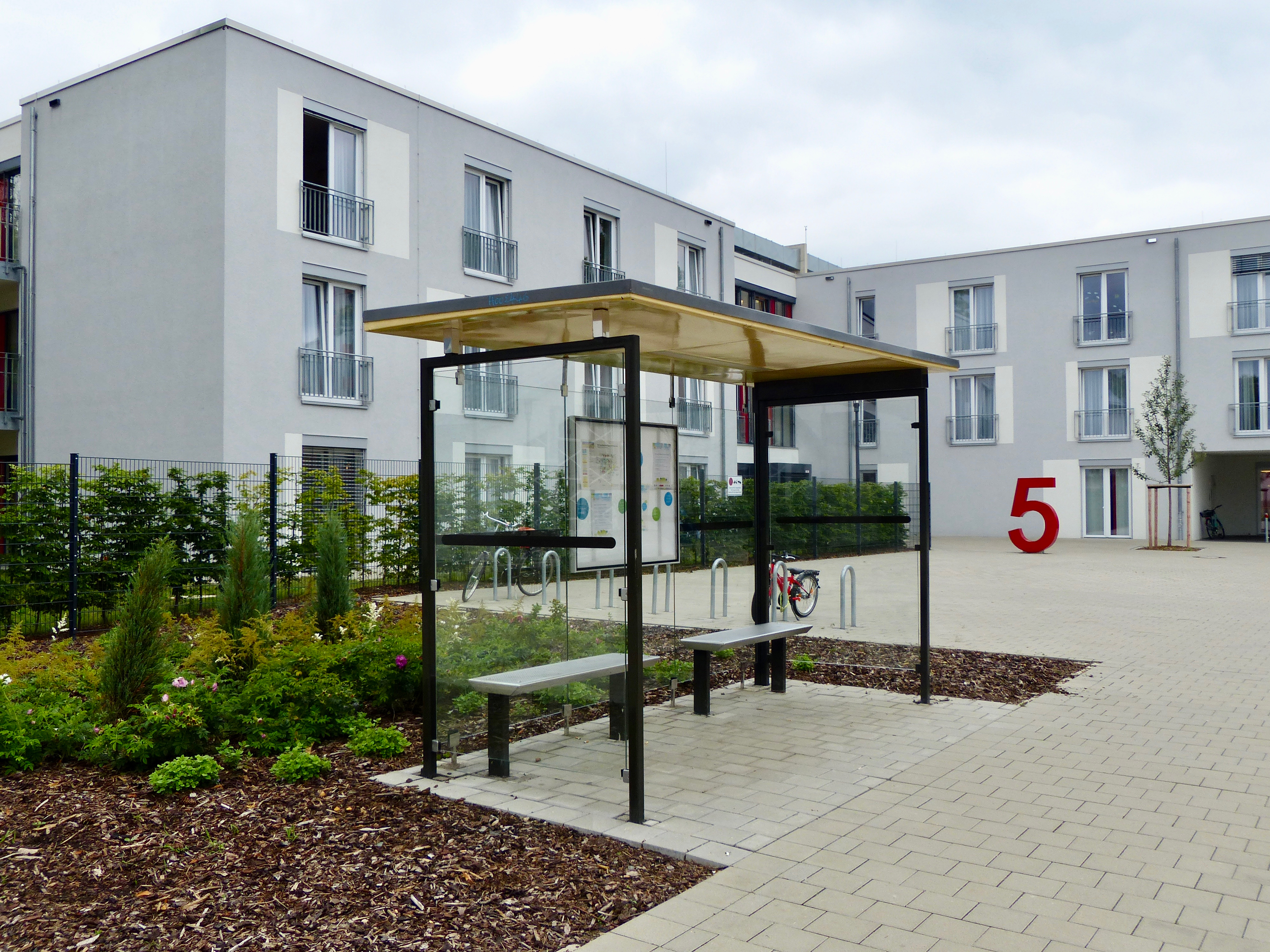
Neubau Haus 4 mit einer Scheinbushaltestelle

Nachdem 1994 die Senioren- und Behindertenbereiche in der Einrichtung in Riehl voneinander getrennt worden waren, wurde ein Jahr später die Riehler Einrichtung in die neu gegründeten Zentren für Senioren und Behinderte der Stadt Köln (SBK) eingegliedert. In der SBK wurden die städtischen Senioren- und Behinderteneinrichtungen zusammengefasst. 1996 wurde im Riehler Seniorenzentrum das Kölner Alzheimer Forum als eine Beratungsstelle für Betroffene und Angehörige gegründet.
Am 1. Januar 2006 wurden die Zentren für Senioren und Behinderte der Stadt Köln in die gemeinnützige Sozial-Betriebe-Köln GmbH umgewandelt. Im Anschluss wurden auf dem Gelände sechs neue Häuser, bevorzugt für Demenzkranke und in ihrer Mobilität eingeschränkte sowie schwerkranke Menschen errichtet. Heute können in der Einrichtung in Riehl 1300 ältere und behinderte Menschen untergebracht und versorgt werden. Neben den Wohn- und Therapieeinrichtungen gibt es auf dem Gelände zwei Cafés, einen Festsaal, eine Bibliothek, ein Konferenzzentrum, das Internetcafé Später Mausklick sowie einen in Eigenverantwortung geführten Lebensmittelladen. Das therapeutische Angebot wird durch das Senioren-Fitnessstudio KölnVital ergänzt. 
Auf dem Gelände sind verschiedene Kultur- und Serviceangebote zu finden, die auch von älteren Kölner Bürgern genutzt werden können, die nicht in der Einrichtung wohnen. Dazu zählen der Mobile Soziale Dienst, die Kölner R(h)einperlen, die ehrenamtliche Assistenz Op Jöck und SenioAss, die ältere Menschen in ihrer häuslichen Umgebung und bei alltäglichen Besorgungen sowie ihre pflegenden Angehörigen unterstützen.

## Parkanlage

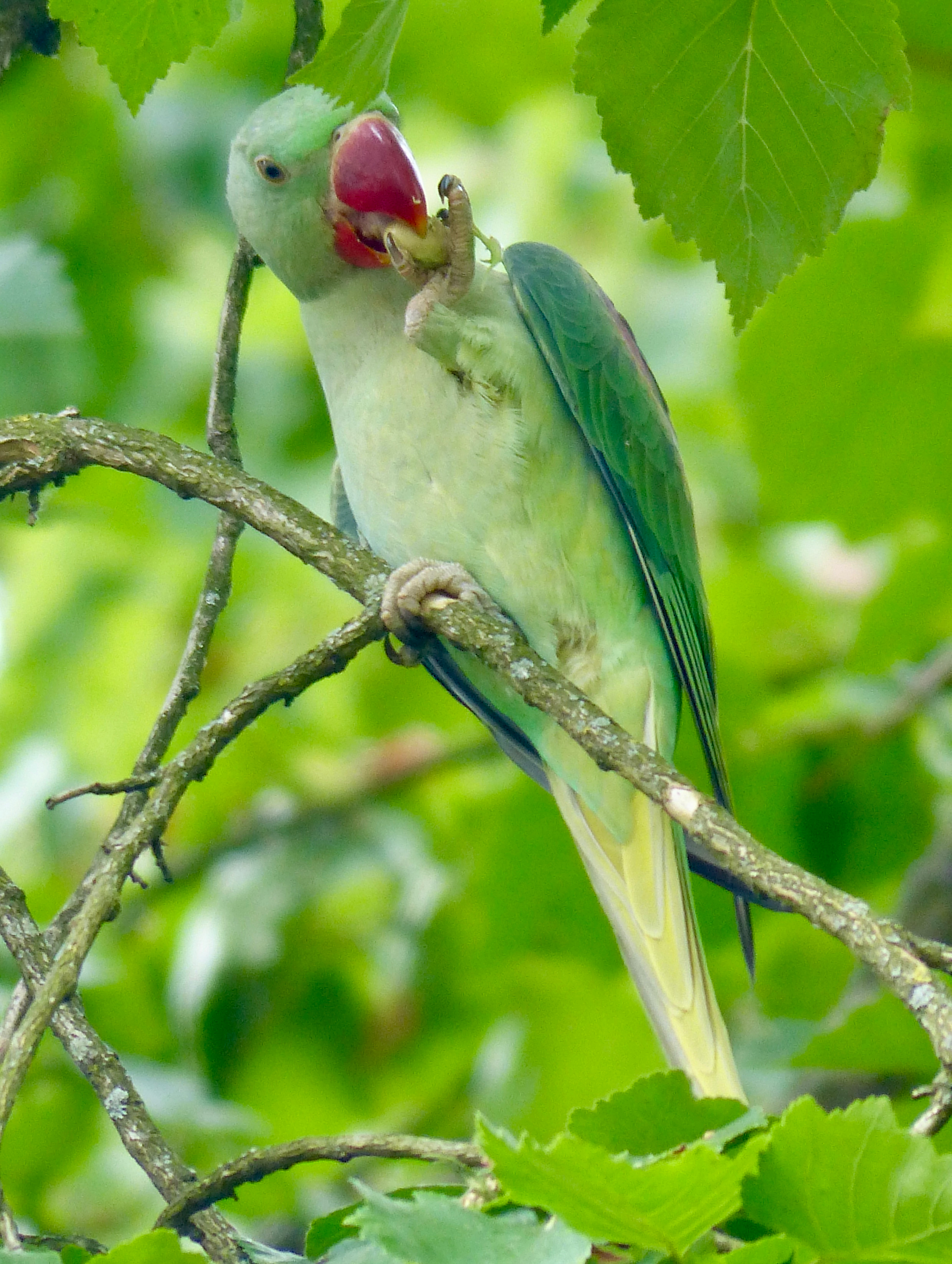
Halsbandsittich (Kleiner Alexandersittich) in den Riehler Heimstätten

Die Wohnanlage befindet sich auf einer 25 ha großen Parkanlage mit teilweise altem Baumbestand, die sich größtenteils um die Wiese, die auf dem ehemaligen Exerzierplatz angelegt wurde, gruppieren. Eine Platane wurde von der Stadt Köln als Naturdenkmal ausgewiesen (NDI 503.01).
Einige Bäume im Park dienen als Schlafbäume für den Kleinen Alexandersittich, von denen ein großer Teil der rund 3000 Kölner Exemplare hier übernachtet. Die Vögel fliegen jeden Abend streckenweise bis zu 15 km zu ihren Schlafbäumen in Riehl. Im Park existiert auch eine größere Population von Wildkaninchen, die hier gute Lebensbedingungen vorfinden.

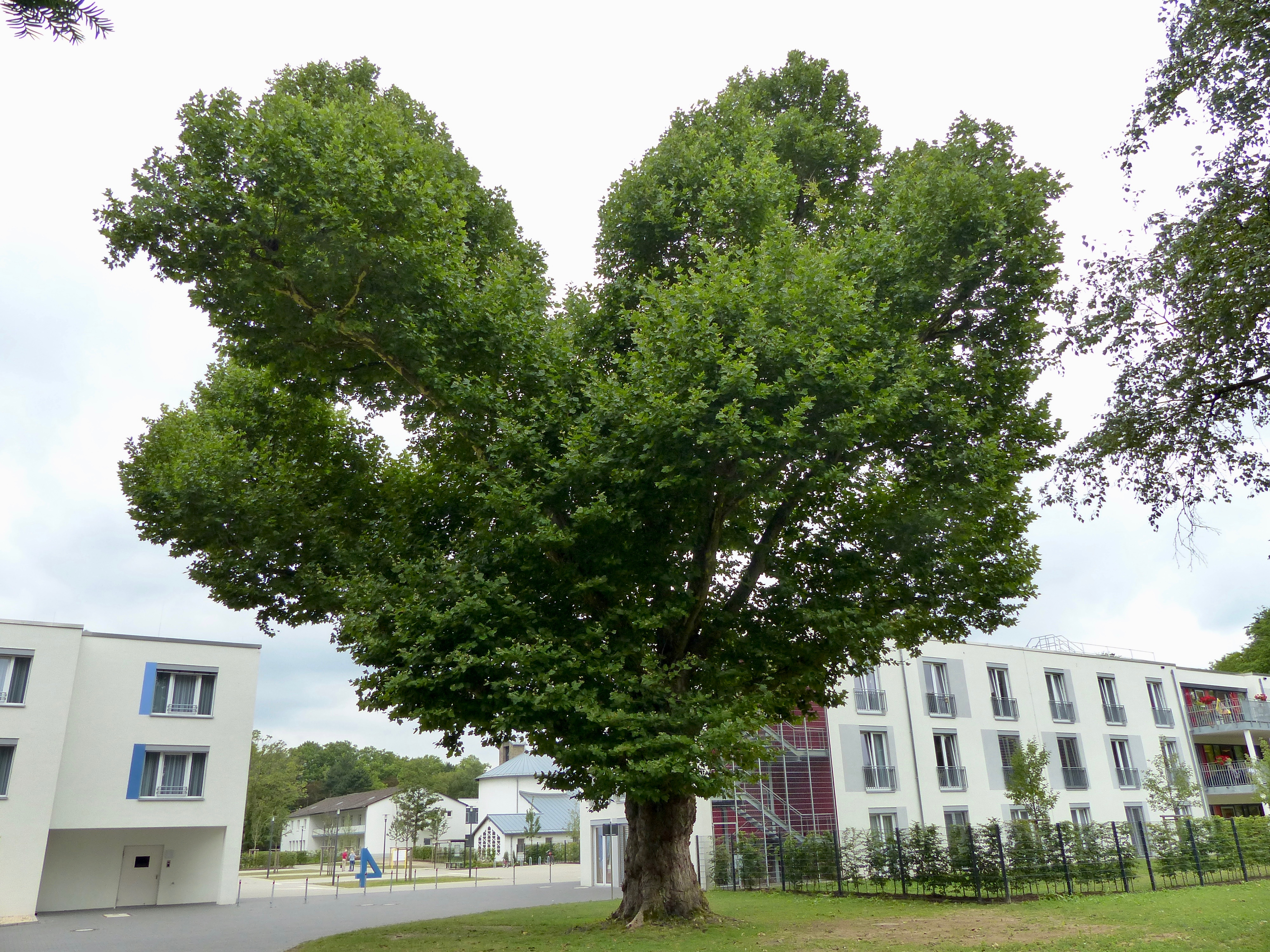
Platane (Naturdenkmal)
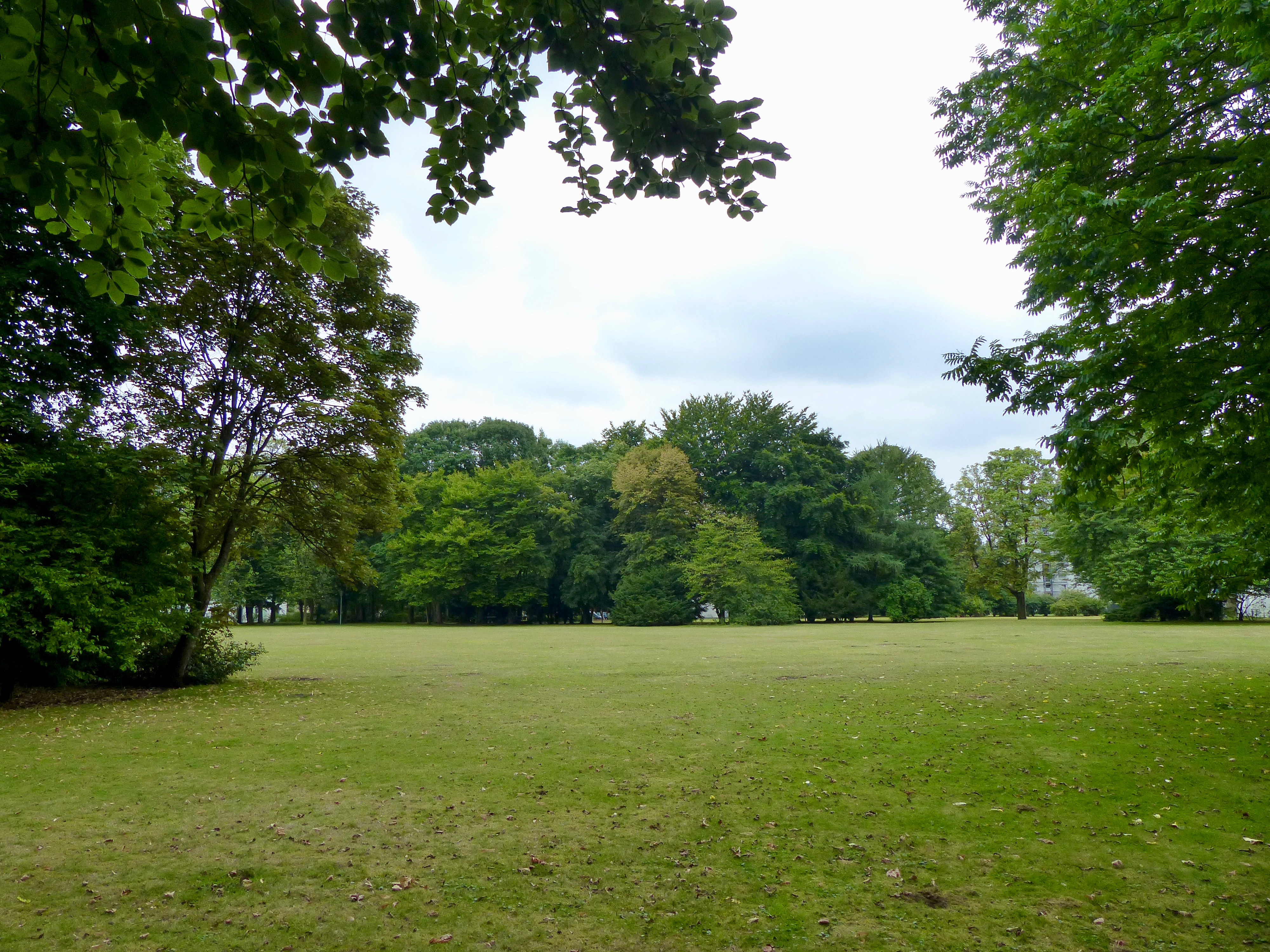
Wiese auf dem ehemaligen Exerzierplatz
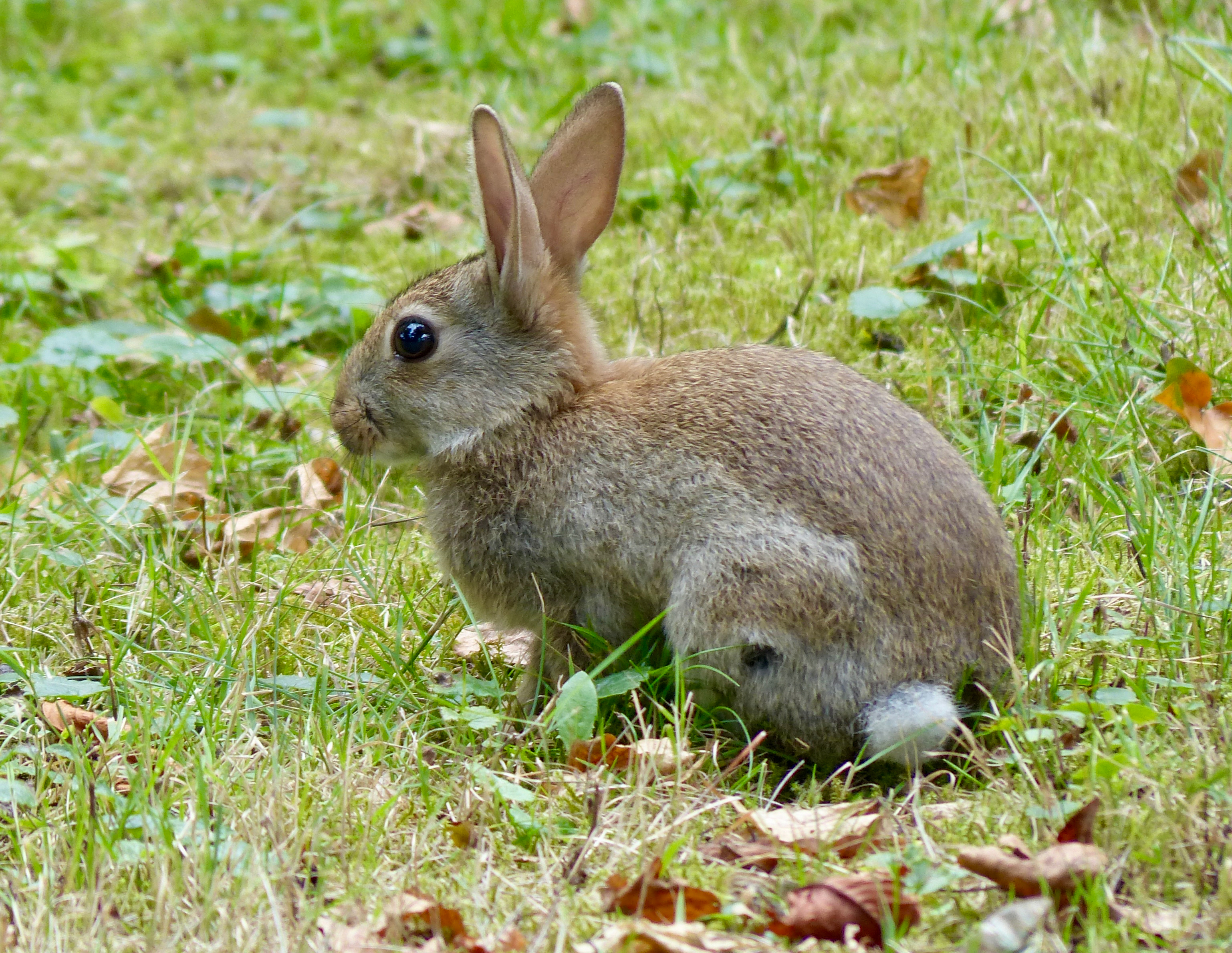
Kaninchen auf der großen Wiese
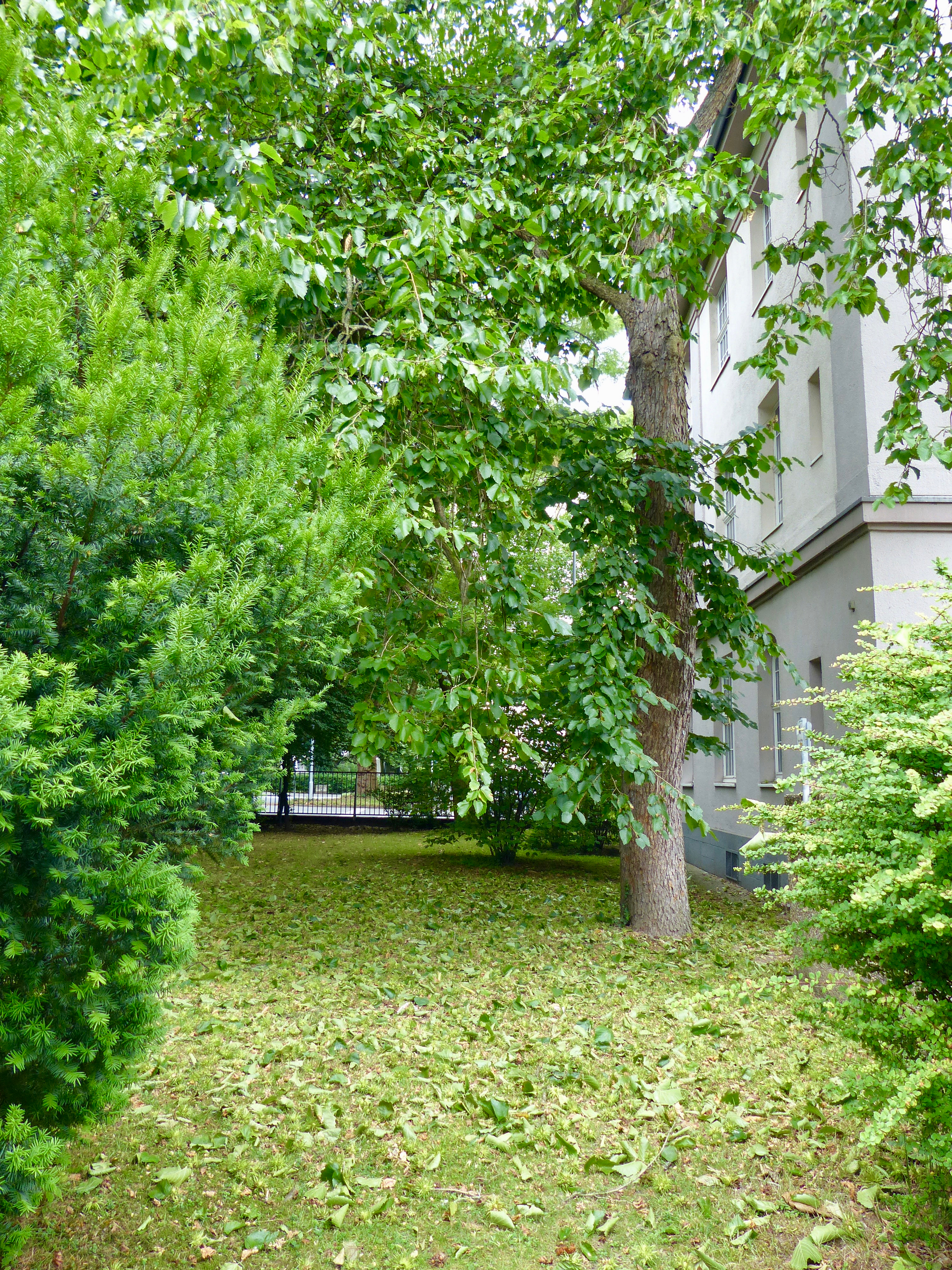
Gerupfter Schlafbaum der Halsbandsittiche